# Suối Sập (Yên Châu)
Suối Sập hay Nậm Sập hay suối Bó Sập là một phụ lưu cấp 1 của sông Đà, chảy ở thị xã Mộc Châu và huyện Yên Châu, tỉnh Sơn La, Việt Nam .
Suối Sập dài cỡ 80 km tính theo dòng chính từ bản Bó Sập.

## Dòng chảy
Nậm Sập khởi nguồn từ lưới suối ở dãy núi dọc biên giới Việt - Lào thuộc bản Bó Sập xã Lóng Sập thị xã Mộc Châu 20°43′25″B 104°30′2″Đ / 20,72361°B 104,50056°Đ . Suối chảy về hướng đông bắc.
Đến giữa xã Mường Sang thì suối Sập đổi hướng chảy tây bắc, qua các xã Chiềng Hắc, Tú Nang, và xã Chiềng Hặc huyên Yên Châu.
Tới xã Sặp Vạt thì suối Sập hợp lưu với suối Vạt 21°3′20″B 104°20′21″Đ / 21,05556°B 104,33917°Đ, đổi hướng chảy đông bắc và đổ vào sông Đà ở xã Tạ Khoa. Một số tư liệu gọi đoạn này là "suối Sặp Vạt".

## Thủy điện
Thủy điện Tắt Ngoẵng công suất lắp máy 7 MW, xây dựng trên suối Sập tại bản Tất Ngoằng xã Chiềng Hắc, thị xã Mộc Châu, hoàn thành năm 2012 .
Thủy điện Sập Việt công suất lắp máy 21 MW, xây dựng trên suối Sập tại xã Sặp Vạt huyện Yên Châu, khởi công tháng 7/2010 hoàn thành năm 2012 .